# 콘월주 (자메이카)

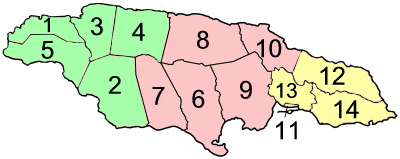
초록색으로 표시된 부분이 콘월주

콘월주(영어: Cornwall County)는 자메이카 서부에 위치한 주로 주도는 몬테고베이이며 면적은 3,939.3km2, 인구는 600,581명(2001년 기준)이다. 5개 구(해노버구, 세인트엘리자베스구, 세인트제임스구, 트렐로니구, 웨스트모얼랜드구)를 관할한다.